# Henri Helle
Henri Hyacinthe Helle (4. september 1873 – 21. juni 1901) var en fransk bueskytte som deltog i OL 1900 i Paris.
Helle vandt en sølvmedalje i bueskydning under OL 1900 i Paris. Han kom på en andenplads i 50 meter Au Chapelet efter landsmanden Eugène Mougin.